# Kemp, Texas
Kemp är en ort i Kaufman County, Texas, USA.